# 棒サッカー
棒サッカー（ぼうサッカー）は、日本で考案されたサッカーを模して棒でボールを打ち合う球技。

## 歴史
もともと高齢者施設等でレクリエーションの一環として行われていたが、これを大阪府豊中市にある高齢者施設がルールを作成し競技性を高め要介護高齢者のためのスポーツとして確立させた。
2013年（平成25年）には大阪府豊中市の高齢者施設が中心となり「日本棒サッカー協会」を設立した。

## ルール
1チーム11名のチーム対抗形式で行う。
コート（ピッチ）は縦90cm、横12m、高さ40cmの長方形で、フィールド上には人工芝を貼り、ボールが飛び出さないよう低いパネルで取り囲む。コートの両端には縦45cm、横90cm、高さ30cmのゴールを設ける。
試合は各11名の競技者がコートを挟む形で椅子もしくは車椅子に向かい合って座って行う。 各競技者はコートの外側に座った状態でそれぞれのゴール方向に向かって棒（クッション材を巻いた長さ60cmの棒）でコート上にあるボールを打ち合いゴールにボールを押し込めば得点となる。